# 坂本紅子
坂本 紅子（1954年 - ）はテレビ神奈川(tvk)コンテンツ局エグゼクティブプロデューサー。

## 来歴
- 曽祖父は文明開化で江戸からやってきて、祖父が画家、父が作家の環境で育つ。
- tvkには学生時代にアルバイトで入り、卒業後入社。

## 担当番組

### 現在
- 猫のひたいほどワイド(プロデューサー 2016.4-)

### 過去
- TVグラフィック42番街(映画コーナー担当、プロデューサー)
- TVグラフィックおしゃべりトマト(映画コーナー担当)
- 明日への選択(制作)
- メディウム120 ぶっきらぼうな60分(プロデューサー)
- たてながHAMA大国(情報ランナー 1995.10-1997.3 火曜→不定)
- HAMA大国(MC 1997.4-1999.3)
- あっぱれ!KANAGAWA大行進(プロデューサー)
- TVKテレビ開局30周年記念番組
- ハマランチョ(プロデューサー)
- カルチャーSHOwQ〜21世紀テレビ検定〜(広報)
- 横浜Bookmark TV(広報)
- サンシャインデイズ(広報)
- かながわ旬菜ナビ(プロデューサー)
- ありがとッ!(プロデューサー 2011.4-2016.3)

## 著書
- 坂本紅子『かながわのおもしろ博物館（かもめ文庫）』神奈川新聞社、1998年3月1日。ISBN 4876452326。

## その他
- http://www3.tvk-yokohama.com/anamaga/2013/03/post_458.php　このページの下方写真の左より2番目の人物が坂本である。